# A・バートレット・ジアマッティ
アンジェロ・バートレット・ジアマッティ（Angelo Bartlett "Bart" Giamatti、1938年4月4日 - 1989年9月1日）は、7代目MLBコミッショナー、元イェール大学教授（英文学）、元学長。俳優のポール・ジアマッティは彼の息子。マサチューセッツ州ボストン出身。

## 来歴
ジアマッティは熱心な野球ファンで知られた英文学者であった。また、1977年から1986年まではイェール大学の学長を務めた。この期間に、イェール大学の教職員組合がストライキを起こすという出来事があった。
1986年から、ナショナル・リーグの会長に就任する。その後、コミッショナーだったピーター・ユベロスが任期を満了したのに伴い、1989年から第7代目のコミッショナーに就任する。前任者のピーター・ユベロスはビジネスマン然としてMLBの経済改革を行ったが、ジアマッティはコミッショナーの毅然たる姿勢を見せようとした。
在任中の1989年に、当時シンシナティ・レッズの監督であったピート・ローズに賭博疑惑が浮上した。ジアマッティはローズを永久追放処分にした。この重い処分は球界に衝撃を与えた。しかし、ローズ問題に対処した過労が祟ったのか、1989年の9月（処分会見の8日後）に心臓発作により急死してしまう。